# Únor 2017

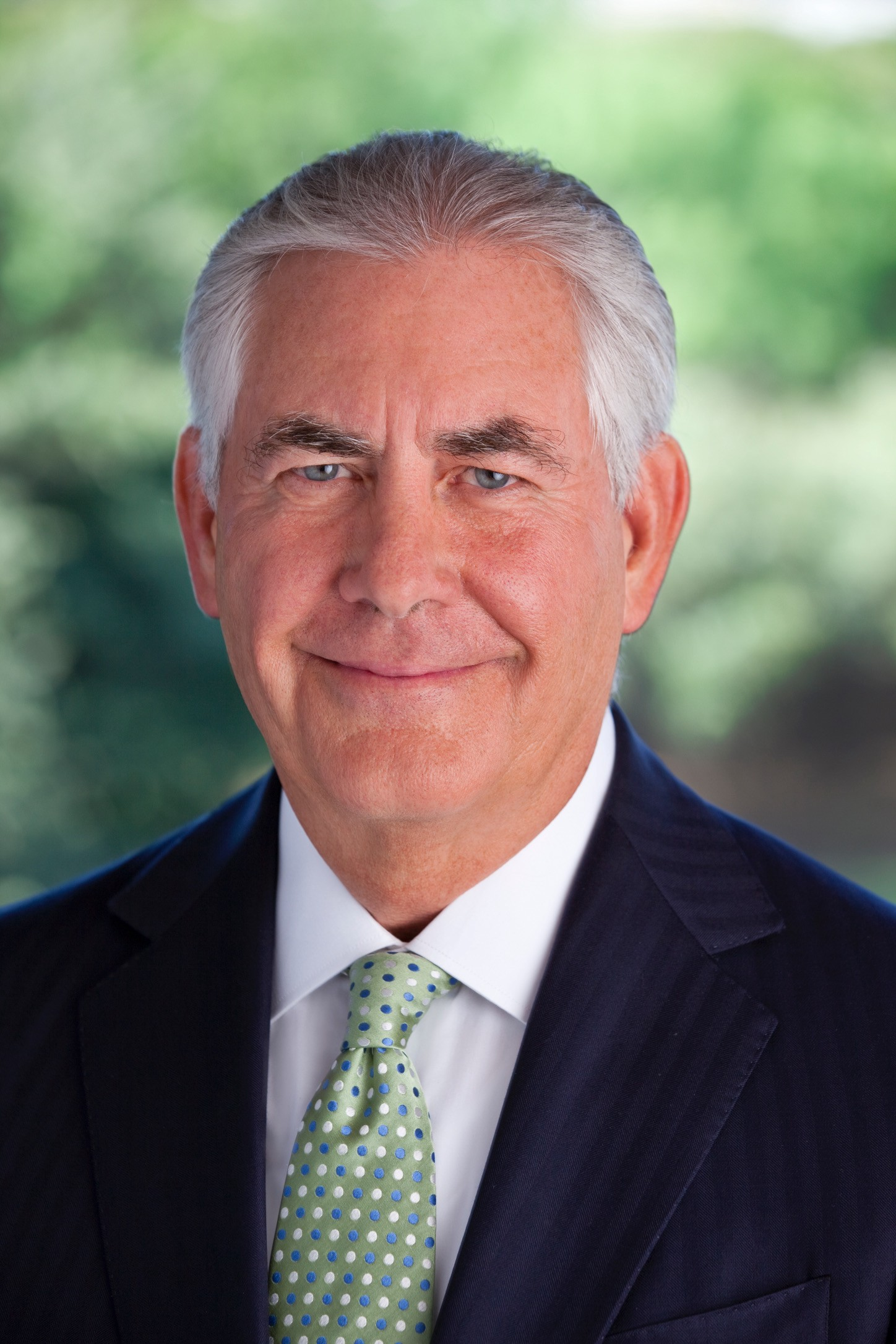
Rex Tillerson

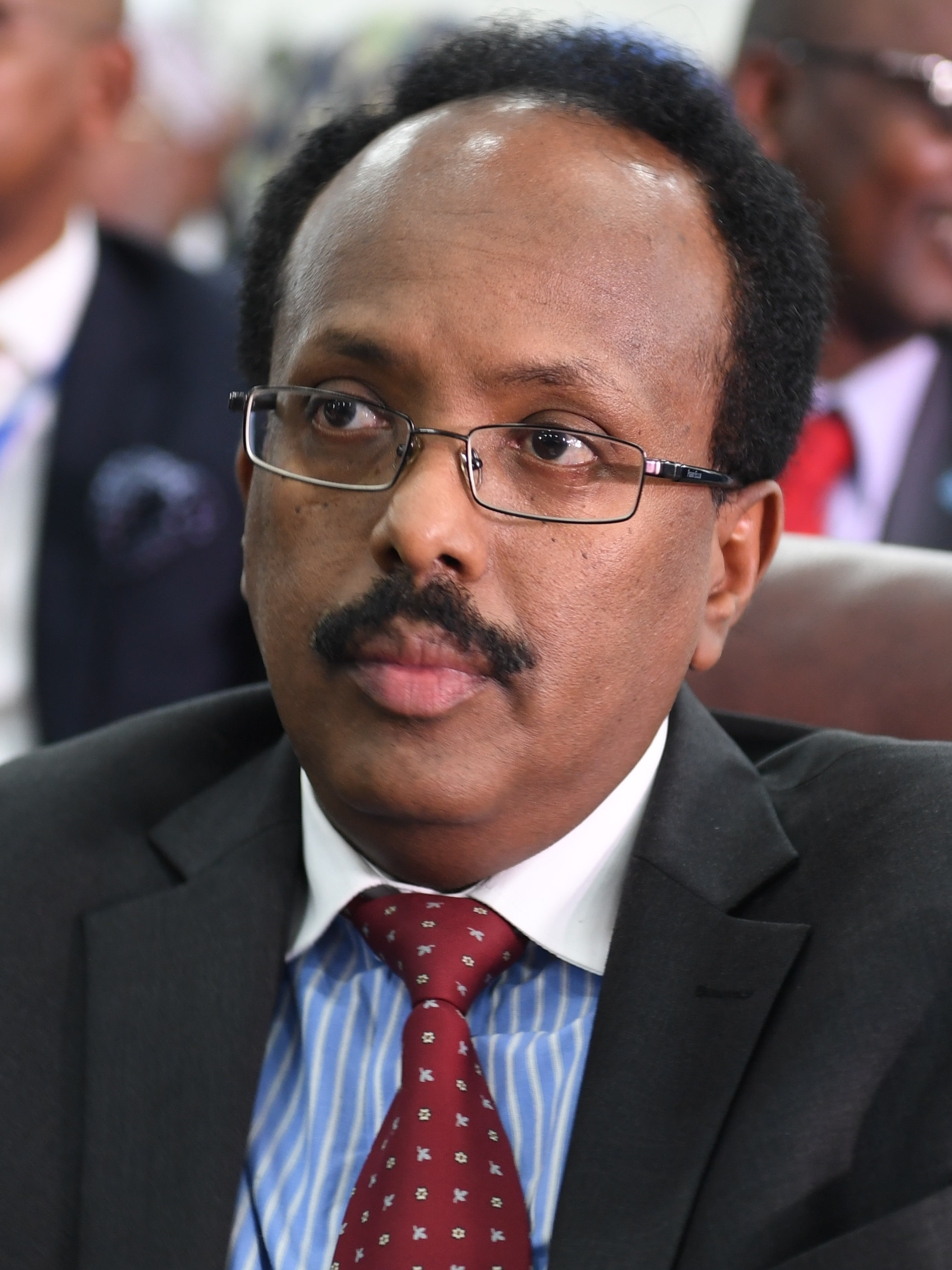
Mohamed Abdullahi Mohamed

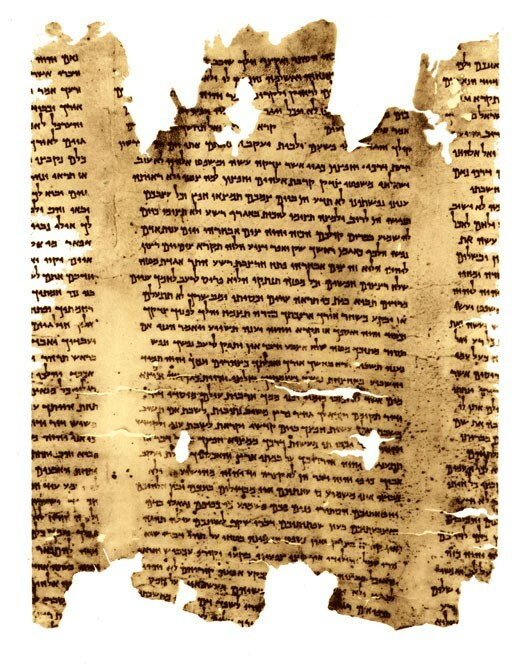
ukázka dokumentu od Mrtvého moře

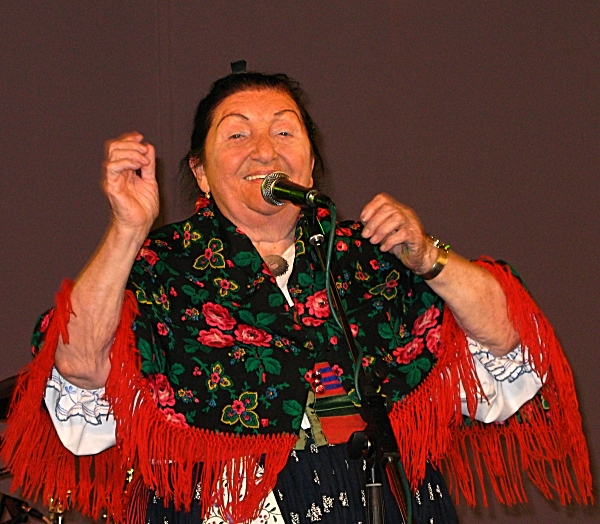
Jarmila Šuláková

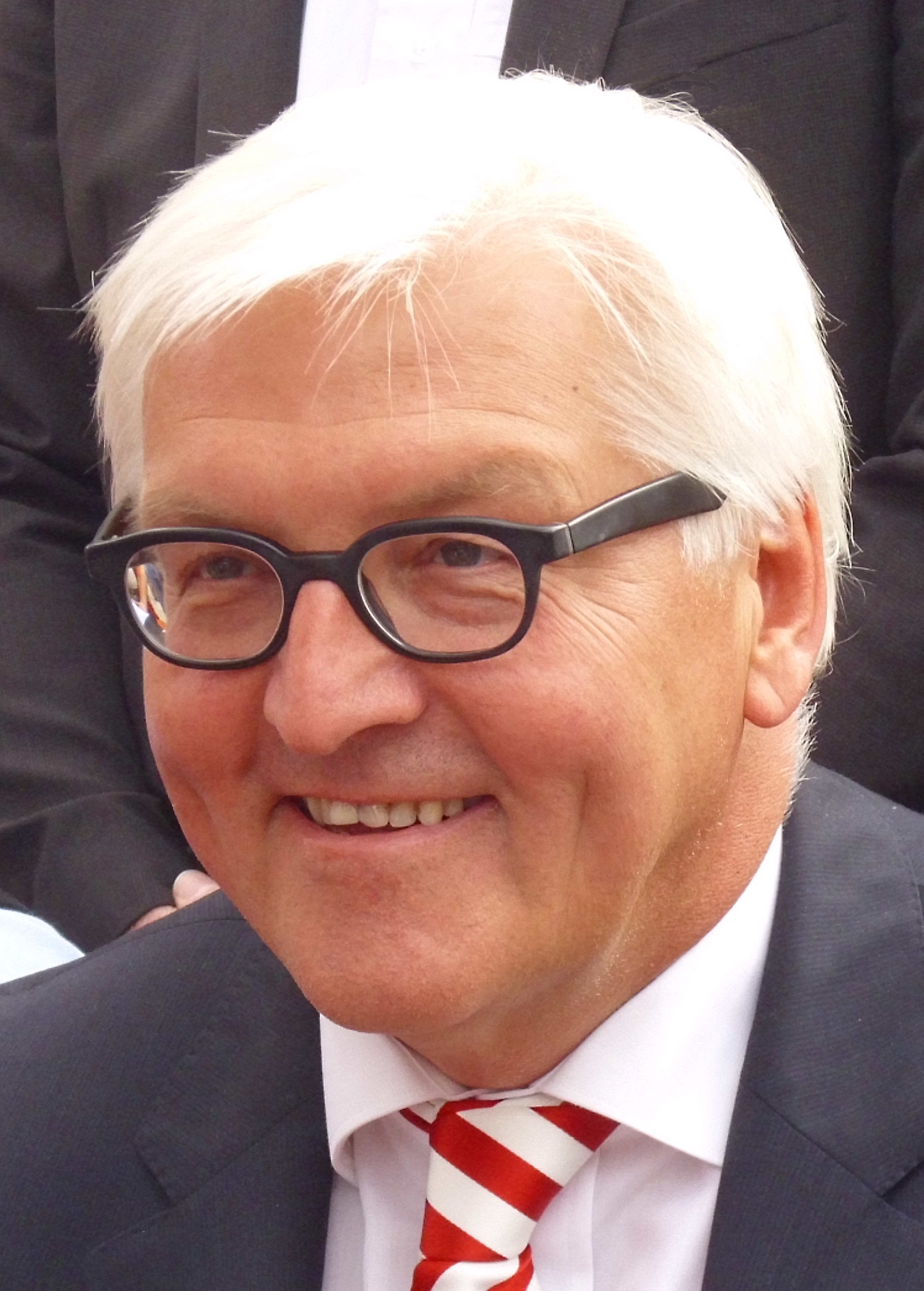
Frank-Walter Steinmeier

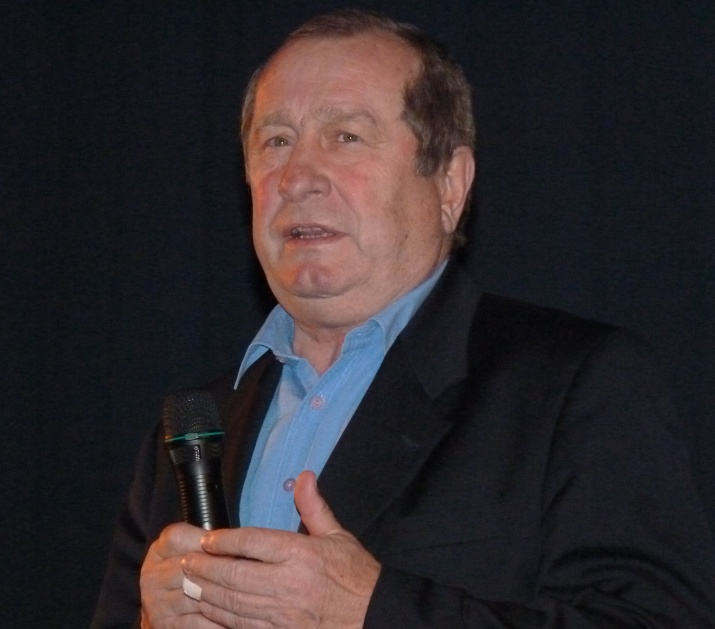
Josef Augusta

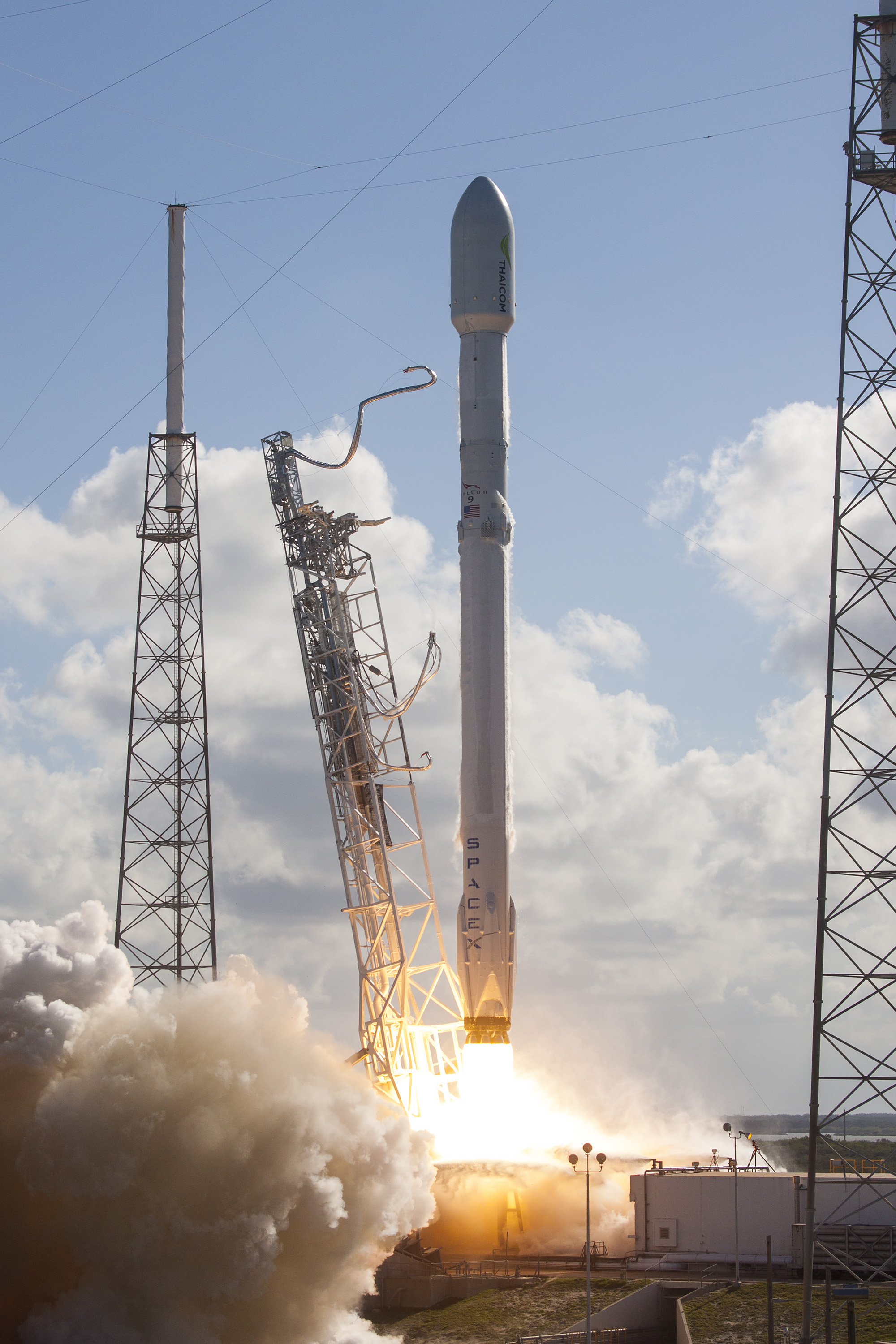
Falcon 9

1. února – středa
 Americký Senát schválil do funkce ministra zahraničí bývalého šéfa ropné firmy ExxonMobil Rexe Tillersona, kandidáta navrženého prezidentem Donaldem Trumpem.
 Poslanci britského parlamentu schválili zákon o vystoupení Spojeného království z Evropské unie poměrem hlasů 498:114. 
2. února – čtvrtek
 Rumunsko zažívá jedny z největších nepokojů v novodobé historii země - stovky tisíc lidí vyšly do ulic protestovat proti vládnímu dekretu, omilostňujícímu desítky politiků a úředníků odsouzených za korupci. V Bukurešti došlo k násilným střetům přibližně 150 tisíc demonstrantů s policií.
3. února – pátek
 Organizace spojených národů obvinila barmské ozbrojené síly z masového zabíjení, znásilňovaní a etnických čistek Rohingů v Rakhinském státě na západě země.
 Spojené státy uvalili nové sankce na Írán v reakci na íránský test balistická rakety.
 Egyptský turista byl postřelen v pařížském muzeu Louvre, poté co nožem napadl skupinu francouzských vojáků.
4. února – sobota
 Rumunská vláda v reakci na rozsáhlé protesty veřejnosti přislíbila zrušení amnestie některých případů korupčního jednání.
 Federální soud v americkém Seattlu pozastavil platnost výkonného nařízení prezidenta Donalda Trumpa zamezující občanům vybraných muslimských zemí ve vstupu na americké území.
 Oleg Anaščenko, vrchní vojenský velitel Luhanské lidové republiky, byl zabit při pumovém útoku ve městě Luhnask.
5. února – neděle
 Turecká policie při rozsáhlé razii zadržela asi 400 lidí podezřelých z napojení na teroristickou organizaci Islámský stát.
 V průběhu víkendu bylo v Česku potvrzeno pět nových ohnisek ptačí chřipky, všechny v neregistrovaných malochovech. Počet ohnisek nemoci tak vzrostl na rovných dvacet.
6. února – pondělí
 Bývalý předseda vlády Katalánska Artur Mas i Gavarró byl obviněn z občanské neposlušnosti v souvislosti s organizováním ilegálního referenda o katalánské nezávislosti v roce 2014.
 Hnutí ANO 2011 odvolalo Otu Košta hejtmana Olomouckého kraje.
8. února – středa
 Islámský stát zavraždil šest pracovníků afghánského Červeného půlměsíce v provincii Džúzdžán.
 Parlament Spojeného království schválil zákon o ukončení členství Spojeného království v Evropské unii.
 Mohamed Abdullahi Mohamed byl na základě dohody somálských klanů a pod ochranou vojsk Africké unie zvolen novým somálským prezidentem.
 Armáda Spojených států amerických povolila dostavbu ropovodu Dakota Access. Siouxové, přes jejichž pohřebiště ropovod vede, oznámili podání žaloby.
 Občanská válka v Kolumbii: Kolumbijská vláda zahájila jednání s marxistickou gerilou ELN.
9. února – čtvrtek
 Ruský prezident Vladimir Putin se omluvil tureckému prezidentu Erdoğanovi za úder ruského letectva u syrského města al-Báb, při kterém byli zabiti tři turečtí vojáci.
 Izraelští archeologové oznámili objev dvanácté jeskyně, která v minulosti ukrývala Svitky od Mrtvého moře.
 Keňský nejvyšší soud zablokoval vládou navržený zákon o vyklizení uprchlického tábora Dadaab na severozápadě země.
10. února – pátek
 Silné noční zemětřesení (6,5 stupně Richterovy stupnice) na Filipínách si vyžádalo minimálně 4 oběti na životech, přes stovku zraněných a značné materiální škody.
 Nejméně 400 kulohlavců uvázlo na písčině Farewell Split na pobřeží novozélandského Jižního ostrova.
 Česká biatlonistka Gabriela Soukalová se stala mistryní světa ve sprintu na světovém šampionátu v Hochfilzenu.
11. února – sobota
 Ve věku 87 let zemřela Jarmila Šuláková (na obrázku), moravská folklórní zpěvačka a příležitostná herečka. Patřila k významným představitelkám folklórního zpěvu, občas je nazývána „královnou lidové písně“.
 Irácká policie rozehnala ší'itskou demonstraci v bagdádské zelené zóně.
12. února – neděle
 Frank-Walter Steinmeier (na obrázku) byl zvolen 12. prezidentem Spolkové republiky Německo.
 Severní Korea provedla test balistické rakety. Raketa dopadla do mezinárodních vod v japonském moři asi 500 kilometrů od místa odpalu.
13. února – pondělí
 Britská zpěvačka Adele získala Cenu Grammy za album 25 a píseň „Hello“.
 Parlament mezinárodně neuznané republiky Somaliland souhlasil se zřízením vojenské základny Spojených arabských emirátů v přístavu Berbera.
 V obavě z protržení hráze přehrady Oroville byla v severní Kalifornii nařízena evakuace desetitisíců lidí.
 Nejméně 11 lidí bylo zabito při sebevražedném útoku Pákistánského Talibánu na demonstraci ve městě Láhaur.
14. února – úterý
 Jonhap: Kim Čong-nam, starší bratr severokorejského vůdce Kim Čong-una, byl zabit na letišti v malajském hlavním městě Kuala Lumpuru.
15. února – středa
 Evropský parlament poměrem hlasů 408 : 254 schválil obchodní dohodu CETA mezi EU a Kanadou.
16. února – čtvrtek
 Ve věku 70 let zemřel Josef Augusta (na obrázku), hokejový útočník, reprezentant a pozdější trenér.
 Nejméně 70 věřících bylo zabito při útoku Pákistánského Talibanu na súfistickou svatyni v provincii Sindh.
 Nejméně 48 lidí bylo zabito při útoku Islámského státu v š'ítské čtvrti v iráckém hlavním městě Bagdádu.
17. února – pátek
 Bohuslav Sobotka, český premiér a předseda ČSSD, sdělil novinářům, že považuje Bohumínské usnesení zakazující jeho straně vládní spolupráci s KSČM za překonané.
18. února – sobota
 Odhadem 160 000 lidí se v Barceloně účastnilo demonstrace za přijetí většího počtu uprchlíků do Španělska. Pochod uspořádalo hnutí Náš domov je váš domov.
19. února – neděle
 V Česku bylo identifikováno 29 ohnisek ptačí chřipky a utraceno bylo v této souvislosti 58 000 kusů drůbeže. Zemědělci zatím požádali stát o finanční kompenzace ve výši 12 miliónů korun.
20. února – pondělí
 Organizace spojených národů vyhlásila stav hladomoru v bývalém spolkovém státě Unity v Jižním Súdánu.
 Soukromá vesmírná raketa Falcon 9 společnosti SpaceX dopravila na oběžnou dráhu nákladní loď Dragon se zásobami pro Mezinárodní vesmírnou stanici (ISS). První stupeň nosné rakety přistál na letecké základně Cape Canaveral.
22. února – středa
 Astronomové oznámili, že hvězdu TRAPPIST-1 obíhá sedm exoplanet z nichž tři obíhají v obyvatelné zóně.
 Jihoafrický nejvyšší soud označil vládní rozhodnutí opustit Mezinárodní trestní soud za neústavní.
 Spolková vláda schválila opatření, která usnadní deportace neúspěšných žadatelů o azyl. Úřady budou moci nově příchozím kontrolovat mobilní telefony i SIM karty nebo nasazovat elektronické náramky pro monitorování pohybu.
 Ústavní soud zamítl stížnost 21 senátorů a senátorek na zrušení paragrafů Zákona o hazardních hrách týkajících se blokace webových stránek s nepovolenými hazardními hrami.
23. února – čtvrtek
 Při výbuchu a požárů v areálu Poličských strojíren bylo zraněno 19 lidí včetně zasahujících hasičů.
 Svobodná syrská armáda podporovaná tureckou armádou dobyla strategické město Al-Báb v severní Sýrii dosud kontrolované Islámským státem.
 Irácké bezpečnostní síly vytlačily Islámský stát z prostoru Mosulského mezinárodního letiště.
24. února – pátek
 Nejméně 60 lidí bylo zabito při útoku sebevražedného útočníka u města Al-Báb v severní Sýrii.
 Kim Čong-nam byl podle závěrů malajsijských úřadů zabit bojovou látkou VX.
26. února – neděle
 Súdánský prezident Umar al-Bašír udělil milost českému humanitárnímu pracovníkovi Petru Jaškovi odsouzenému k 24 letům odnětí svobody za špionáž a další protistátní činnost.
27. února – pondělí
 Více než 1,4 miliónu lidí v chilské metropoli Santiago de Chile se ocitlo bez pitné vody v důsledku záplav, které po mimořádně silných deštích ochromily centrální část země. Podle úřadů jsou hlášeny 4 oběti na životech a řada sesuvů půdy, kvůli nimž jsou některé obce odříznuty od zbytku země.
28. února – úterý
 Somálský prezident Mohamed Abdullahi Mohamed požádal o pomoc mezinárodní společenství v souvislosti s mimořádným obdobím dlouhého sucha, které označil za národní katastrofu. V ohrožení jsou podle něj milióny lidí a zemi hrozí hladomor. Tisíce lidí se stahují do hlavního města Mogadišu, kde je jediná šance získat alespoň minimální pomoc.